# Реамберин
Реамберин — 1,5 % розчин похідного бурштинової кислоти у добре збалансованому іонному розчині, інфузійний препарат виробництва ТОВ "Науково-технологічна фармацевтична фірма «Полісан», м. Санкт-Петербург.
На даний момент препарат зареєстрований у частині країн пострадянського простору, Болівії, Венесуелі, В'єтнамі, Лаосі, М'янмі. У США, Канаді та країнах ЄС відсутні інфузійні розчини бурштинової кислоти, оскільки не мають достатніх даних щодо ефективності з погляду доказової медицини. Препарати бурштинової кислоти у формі для внутрішнього застосування розглядаються лише як біологічно активні добавки. Українське законодавство не рекомендує застосування препаратів бурштинової кислоти при лікуванні інсультів як на догоспітальному етапі, так і в гострому періоді на госпітальному етапі.

## Склад
Активний компонент:
- N-(1-дезоксі-D-глюцитол-1-іл)-N-метиламонію натрію сукцинат (меглуміна натрію сукцинат) — 15,0 г, отриманий з наступних складників: N-метилглюкаміну (меглуміну) — 8,725 г, бурштинової кислоти — 5,280 г

Допоміжні речовини:
- Натрію хлориду — 6 г
- Калію хлориду — 0.3 г
- Магнію хлориду — 0.12 г
- Вода для ін'єкцій — до 1 л

Іонний склад розчину
- Натрію 142,4 ммоль
- Калію 4,0 ммоль
- Магнію 1,2 ммоль
- Хлориду 109,0 ммоль
- Сукцинату 44,7 ммоль
- Меглюміну 44,7 ммоль

## Форма випуску
Розчин для інфузій у скляних флаконах по 200 та 400 мл.

## Фармакотерапевтична група
Розчини для внутрішньовенного введення. Код АТС В05Х А31 (електроліти у комбінації з іншими препаратами).

## Фармакологічні властивості
Фармакодинаміка. Згідно з інструкцією до препарату, він має таку дію:
- дезінтоксикаційну
- антигіпоксичну
- антиоксидантну
- гепатопротекторну
- нефропротекторну
- кардіопротекторну.

Фармакокінетика. Не вивчалась.

## Показання для застосування
Як антигіпоксичний засіб i засіб для детоксикації при гострих інтоксикаціях різної етіології:
- гіпоксичний стан різного походження: наркоз, ранній післяопераційний період, значна втрата крові, гостра серцева чи дихальна недостатність, різні порушення кровообігу органів i тканин, порушення мікроциркуляції; (проте ефективність застосування препарату при інсульті не доведена і не рекомендується українськими та світовими клінічними настановами[5][6]).
- інтоксикація різної етіології: отруєння ксенобіотиками або ендогенна інтоксикація;
- шок: геморагічний, кардіогенний, опіковий, травматичний, інфекційно-токсичний.

Комплексна терапія токсичних гепатитів, холестазу, затяжних форм вірусних гепатитів з жовтухою.

## Спосіб застосування та дози
Реамберин застосовують тільки внутрішньовенно (краплинно).

## Побічна дія
- Місцеві реакції у місці введення.
- Алергічні реакції, ангіоневротичний набряк, анафілактичний шок.
- Алергічний висип, кропив'янка, свербіж.
- Задишка, сухий кашель.
- Тахікардія, болі в ділянці серця, болі у грудній клітці.
- Артеріальна гіпотензія/гіпертензія, короткочасні реакції у вигляді відчуття жару та почервоніння верхньої частини тіла (при швидкому введенні розчину).
- Металевий присмак у роті, нудота, блювання, біль у животі, діарея.
- Запаморока, головний біль, судоми, тремор, парестезії, збудження, неспокій[1].

## Протипоказання
- Індивідуальна непереносимість.
- Стан після черепно-мозкової травми, що супроводжується набряком головного мозку.
- Виражені порушення функції нирок.
- Вагітність, період лактації[1].

## Передозування
Можлива артеріальна гіпотензія.

## Особливості застосування
У зв'язку з активацією препаратом аеробних процесів в організмі можливе зниження концентрації глюкози у крові, залужнення сечі.

## Взаємодія з іншими лікарськими засобами
Згідно з інструкцією виробника добре поєднується з антибіотиками (якими конкретно не уточнюється), водорозчинними вітамінами, розчином глюкози.

## Умови відпуску
За рецептом.

## Умови зберігання
Препарат треба зберігати в захищеному від світла місці при температурі від 0 до 25 °С. Допустиме замороження. При зміні кольору чи появі осаду застосовувати заборонено.